# Атанас Франгов
Атанас Франгов (на гръцки: Αθανάσιος Φράγκου, Φράγκος), използвал псевдонима Парменион (Παρμενίων), е гъркомански общественик, просветен деец и революционер, деец на гръцката въоръжена пропаганда в Македония от началото на XX век.

## Биография
Атанас Франгов е роден в 1856 година в град Воден, тогава в Османската империя. Назначен е за директор на гръцкото училище във Воден и селата в областта. Ръководи гръцкото училище около 30 години. През 1903 година става член и секретар на гръцкия революционен комитет във Воден, като в същото време е сътрудник на гръцкото консулство в Солун. Другите членове на комитета са Димитриос Ризос, Евангелос Кофос, поп Йоан Сивенов, а от 1904 година и Йоан Хадзиников.
В началото на Балканската война на 7 октомври 1912 година е задържан от турските власти и е затворен с други воденчани в Еди куле. Пуснат е и се прибира във Воден, а на 16 октомври заедно с другите градски първенци гарантира сигурността на турското население в града.
В 1889 година се жени за Маригуда Франгу от Солун, учителка във Воден.